# Henri Deneux
Henri-Louis Deneux est un architecte français né le 16 octobre 1874 à Reims et mort le 15 avril 1969 à Paris.

## Biographie
Henri Deneux naît au-dessus de l'épicerie que tenaient ses parents, rue Saint-Guillaume, dans le quartier de l'hôtel de ville de Reims. Émigré de l'Aisne, son arrière-grand-père était venu s'établir à Reims au début du siècle. Bien vite, la famille déménage, avec le fonds de commerce, vers le sud de la ville pour venir habiter et travailler rue du Jard. On envoie l'enfant à l'école des religieuses près de chez lui. Il gardera toute sa vie en mémoire le souvenir d'un bon prêtre qui dessinera au tableau une maison ; un geste simple et banal, mais qui le fascinera au point, disait-il, de déterminer sa vocation. Ensuite il va à l'Ecole professionnelle et l'Ecole des Arts industriels de Reims . Très tôt, il se passionne pour le dessin et l'aquarelle. La pire des punitions que l'on pouvait lui infliger était de lui confisquer ses crayons de couleur. Ses parents le destinent à la carrière de dessinateur dans les bureaux du Génie. 

### Débuts

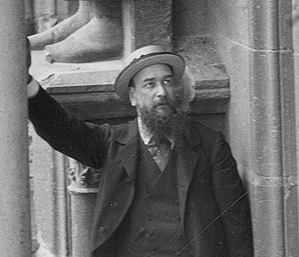
Visitant la cathédrale de Reims.

Il entre à dix-sept ans dans l'atelier des architectes Thiérot et Margotin, responsables de l'agence des travaux sur les bâtiments religieux. Édouard Thiérot, l'architecte diocésain chargé de la cathédrale et professeur à l'École régionale des Arts industriels qui vient d'ouvrir en 1889, le prend sous son aile. En 1894, après un an passé dans cette école, proposé par son maître, il y est nommé professeur adjoint, charge qu'il occupera en même temps que son emploi chez Thierot et Margotin jusqu’en 1898.
Chez ses patrons, il fait la connaissance de Denis Darcy, l'architecte en chef qui a la haute main sur la cathédrale. Sous sa direction et ses conseils, il commencera à effectuer, de magnifiques relevés de la cathédrale et à étudier les travaux réalisés par les architectes chargés de la cathédrale au XIXe siècle : Eugène Viollet-le-Duc, Millet, etc. C’est un artiste de talent : les aquarelles qu’il fait de la cathédrale à cette époque, aujourd’hui conservées au Musée Le Vergeur à Reims, sont de toute beauté et témoignent de son attachement pour ce monument.
En 1898, Deneux gagne la capitale, encouragé par Darcy qui le recommande à Sainte-Anne Auguste Louzier, architecte en chef de la cathédrale de Toulouse où il travaille de 1898 à 1907. Il passera désormais son temps entre l'agence Louzier, l'École des Beaux-arts où il s'inscrit, et les monuments qu'il étudie et relève. En 1905, au concours d'architecte en chef des monuments historiques, il est reçu premier sur 46 candidats. On lui confie le département du Nord, la Somme, Saint-Quentin et l'abbaye Saint-Martin-des-Champs à Paris.

Immeuble Deneux du 185 rue Belliard, dans le 18e arrondissement de Paris.

En 1910-1913, il édifie son propre immeuble dans le 18e arrondissement, dont il occupera le dernier étage. La construction est en ciment armé et la façade décorée de faïences bleues et vertes. Cet immeuble a été d'emblée considéré comme un modèle de l'architecture à venir et il est cité en exemple par Anatole de Baudot, le fondateur de l'Union syndicale des architectes français et chantre du ciment armé ; à ce titre, on le retrouve dans toutes les histoires de l'architecture moderne. Il est vrai que ses terrasses plates, pour ne citer qu'une innovation parmi d'autres, précèdent les recommandations du Mouvement Moderne de plusieurs années. Il importe d'avoir bien présent à l'esprit, lorsqu'on regarde cet immeuble, qu'il a été construit avant la Première Guerre mondiale. On notera, au-dessus de la porte d'entrée, un portrait de Deneux en architecte.

### Architecte en chef de la cathédrale de Reims
Au début de la guerre il est responsable, à titre provisoire, des départements de l'Aube, la Haute-Marne, la Côte-d'Or, l'Yonne et de la cathédrale de Toulouse. Succédant à l'architecte Paul Gout, Henri Deneux, véritable sauveur de la cathédrale, est nommé en 1915 architecte en chef de la cathédrale de Reims, il démissionne alors de ses autres mandats. Il dirige les travaux de reconstruction, car c'est ainsi qu'il faut appeler certaines restaurations tant les dégâts sur l'édifice bombardé pendant près de quatre années sont importants. Il renonce alors à ses autres dossiers pour se consacrer à ce lourd travail. L'idée de conserver la cathédrale en ruine, comme un témoin de l'hécatombe et de la barbarie, fait son chemin dans certains esprits... mais pas dans celui de Deneux. Si on lui en donne les moyens, il rendra à sa cathédrale son lustre d'autrefois.

### Restauration de la cathédrale de Reims, de la basilique Saint-Remi et de l'église Saint-Jacques

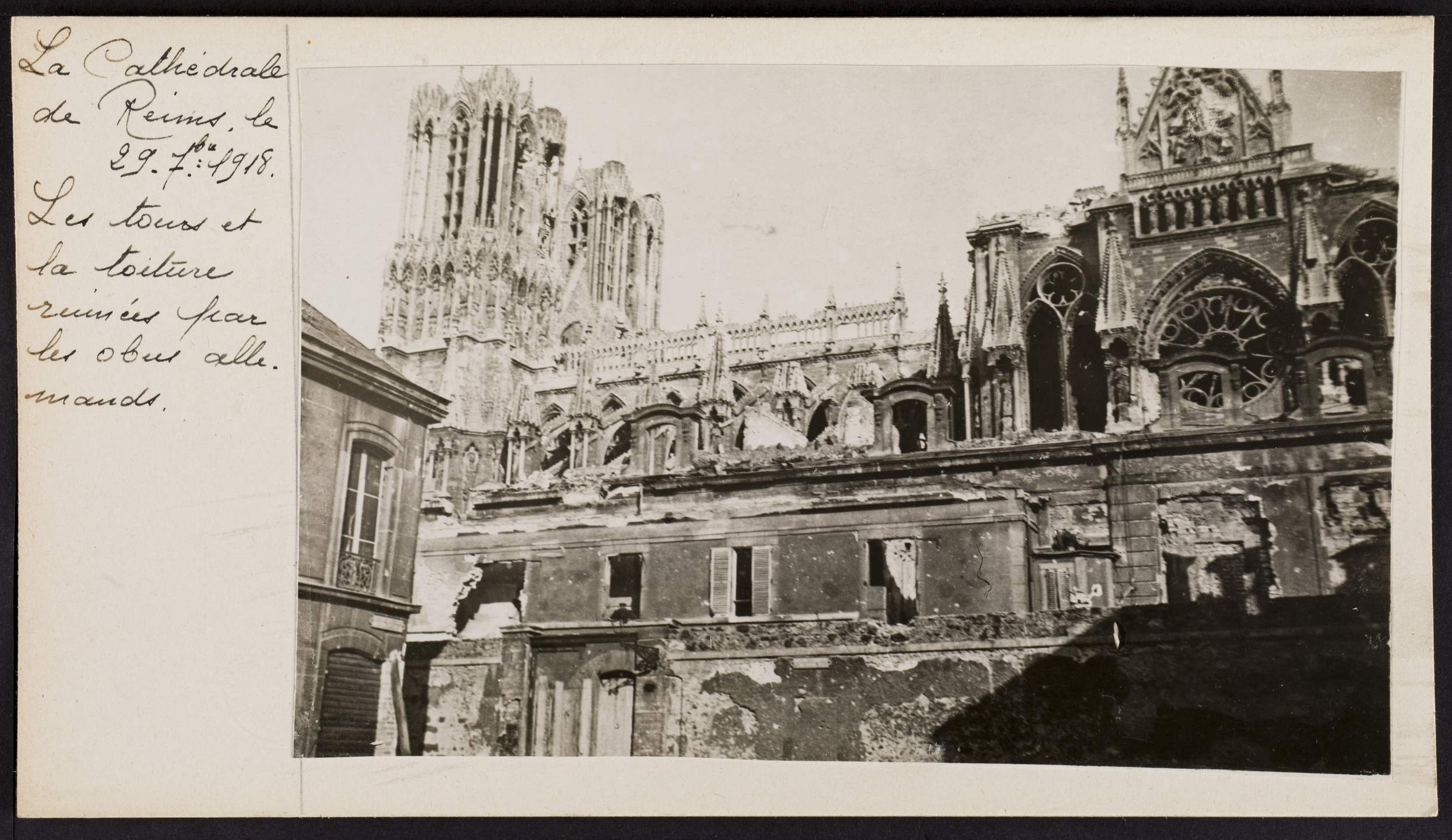
Dégâts sur la cathédrale et devant le palais du Tau.

### Restauration de la cathédrale de Reims, de la basilique Saint-Remi et de l'église Saint-Jacques[2]

#### Déblaiement et protection
En 1918 il obtient de s'occuper exclusivement des monuments rémois. À partir du 4 mars 1919, aidé de son ami Albert Nigron, entrepreneur attitré du monument, avec l’aide des prisonniers allemands, il en entreprend le déblaiement. 
Avec sa femme Yvonne (née Héuze), qu’il épouse le 27 décembre 1921 à Vincennes, il occupe deux petites pièces dont l'une lui sert d'atelier, sous quelques tôles rouillées, dans les ruines du Palais du Tau à quelques mètres de son chantier : « J'habite en face de chez moi », disait-il. 
De 1919 à 1921, on classe et inventorie les débris avant de reconstituer statues et chapiteaux ; les murs et voûtes sont réparés, les contreforts et arcs-boutants consolidés.

#### Reconstruction de la toiture

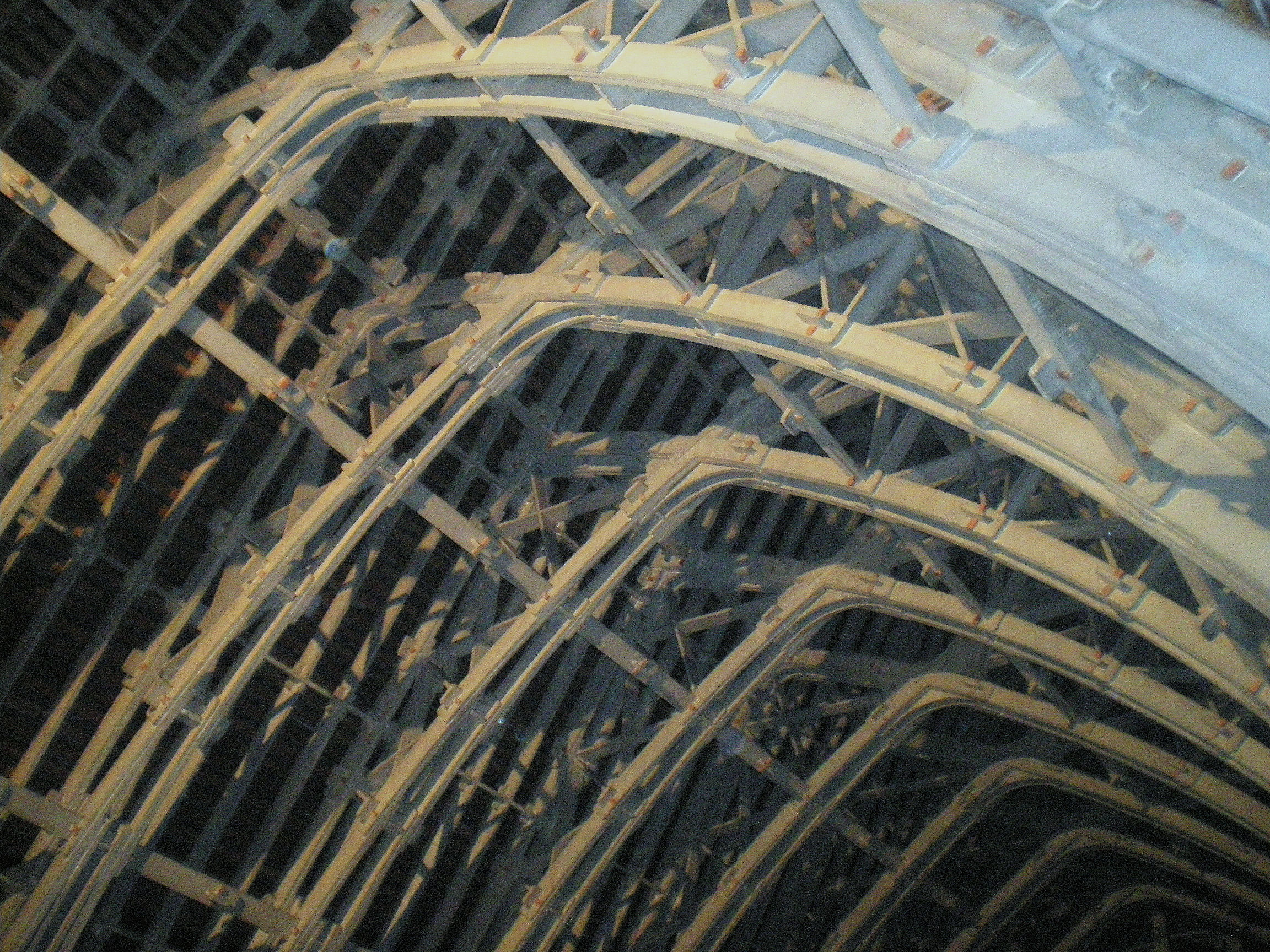
La charpente de ciment armé d'Henri Deneux.

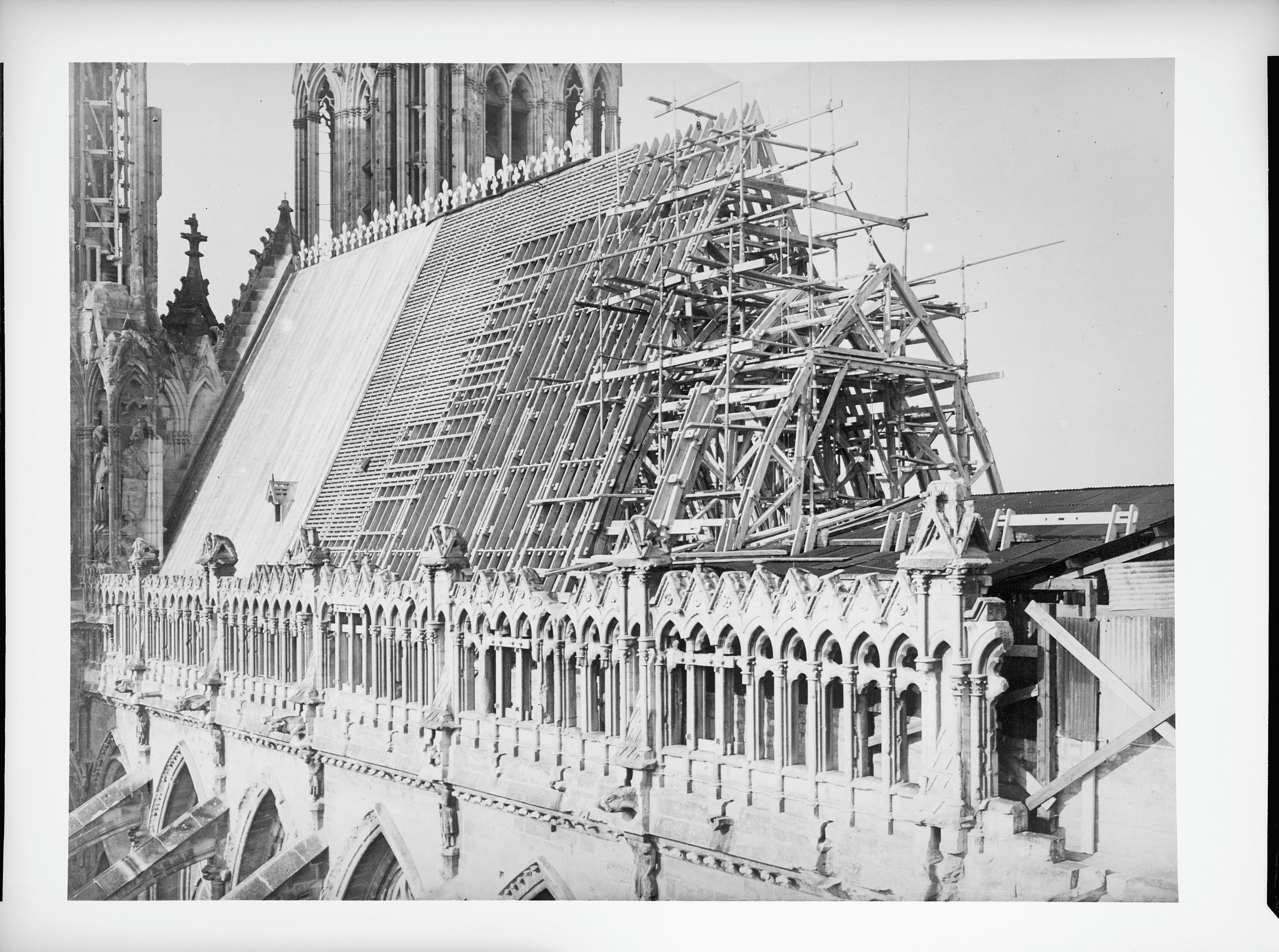
Reconstruction du toit, charpente de ciment armé d'Henri Deneux, image de 1926.

Grâce aux dons du milliardaire américain John Davison Rockefeller, entre 1924 et 1926, l'architecte reconstitue la charpente en éléments de ciment armé assemblés et démontables (selon le principe de la « charpente à la Philibert Delorme ») qui avait brûlé en septembre 1914. Il avait fait breveter ce système innovant qu'il a d'abord appliqué à la charpente de l'église Saint-Jacques de Reims en 1920-1921. Ces années d'études des charpentes de plus de cinq cents bâtiments anciens lui avaient donné une parfaite connaissance des charpentes anciennes, dont il avait établi une datation en fonction des styles publiée dans un article de 1927 et qui a longtemps servi de référence.
Après l'incendie, Deneux avait protégé ce qu'il restait de la couverture par 5 000 m2 en tôle ondulée pour empêcher que les infiltrations entraînent une dégradation supplémentaire de la cathédrale. Le choix du ciment armé s'était imposé à Deneux au sortir de la guerre, à cause du coût du bois et de sa volonté de limiter les risques d'incendie de la charpente qui avait déjà dû être reconstruite après l'incendie de 1483.
Il couvre de plomb la toiture et rétablit sur le faîte l'alternance de fleurs de lys et de trèfles dorés à la feuille, qui avaient été supprimées à la Révolution. Le clocher à l'ange et le carillon sont fidèlement reconstitués. La galerie haute de la nef est remontée sous sa forme première.

#### Restauration des vitraux
Les vitraux qui ont pu être recomposés scrupuleusement par le maître-verrier Jacques Simon, grâce à des calques exécutés jadis par son père, regagnent leur place dans les fenêtres hautes. D'autres sont remplacés par des créations : la rose du bras sud du transept, et les trois fenêtres des tympans de la façade ouest.

#### Fouilles
Entre 1919 et 1930, des fouilles archéologiques sous le dallage du XVIIIe siècle mettent au jour des vestiges des fondations des édifices antérieurs, au milieu de constructions romaines qui invitent à conclure à la présence jadis de thermes.
Henri Deneux put ainsi établir un plan de la dernière cathédrale attribuée à saint Nicaise et de la cathédrale d'Ebbon. La fouille a amené la découverte des caveaux et tombeaux des archevêques inhumés dans le chœur de la cathédrale carolingienne.
Le dallage du chœur avait été surélevé par les débris du jubé édifié en 1417 par Collard de Givry et démoli en 1744 ; de nombreux fragments authentifiés par les dessins de Jacques Cellier de 1580 ont été retrouvés, ils sont conservés au Palais du Tau.

#### Restauration de la basilique Saint-Remi et de l'église Saint-Jacques
À Reims, en parallèle à la restauration de la cathédrale, Henri Deneux veilla à la reconstruction de la basilique Saint-Remi et de l'église Saint-Jacques.
L'ensemble de ses travaux lui valurent d'être nommé chevalier de la Légion d'honneur, puis promu officier en 1927.

#### Inauguration de la cathédrale restaurée
Pendant 10 ans encore, les travaux se poursuivront à l'intérieur et sur les façades et c'est seulement le 10 juillet 1938, qu'au cours de cérémonies grandioses, le cardinal Suhard et Albert Lebrun, président de la République, inaugureront le grand monument ressuscité.

### Dernières années
Sa mission terminée, Henri Deneux a 65 ans, l'âge de la retraite. Il se retire avec la plus grande discrétion. Il retrouve à Paris son appartement où il vivra pendant trente ans dans un quasi-dénuement, sans autre ressource que les maigres revenus de son petit immeuble et pratiquement dans la solitude. Son épouse Yvonne est morte en 1955.
Le jour de son décès, le 15 avril 1969, on l'a complètement oublié. Il sera inhumé à côté de sa femme au cimetière du sud à Reims après une cérémonie à la cathédrale en présence de quarante personnes. 
Le jardin qui est derrière la cathédrale et le palais du Tau, à Reims, porte son nom depuis mai 2011.

## Publications
- « L'église de Puiseaux (Loiret) », Bulletin Monumental, n°79, 1920, p. 231-249.
- « Tête d'une statue du XIIe siècle découverte dans l'église Saint-Rémi de Reims », Bulletin Monumental, n°80, 1921, p. 118-122.
- « La restauration de la cathédrale de Reims », L'Illustration, no 4312, 24 octobre 1925, p. 439-441.
- « La Cathédrale de Reims », La Construction moderne, 26 octobre 1924, p. 37-40.
- « La Cathédrale de Reims (suite) », La Construction moderne, 2 novembre 1924, p. 56-58.
- « La Cathédrale de Reims », Bulletin mensuel de l’Association Provinciale des Architectes Français, juin 1924, p. 220-226 et p. 261-268.
- « Signes lapidaires et épures du XIIIe siècle à la cathédrale de Reims », Bulletin Monumental, n°84, 1925, p. 99-131.
- « L'Évolution des charpentes du XIe au XVIIIe siècle, L'Architecte, Paris, Impr. de G. Kadar, 1927, 27 p.
- « Un moule à plombs de vitraux du XIIIe siècle », Bulletin Monumental, n°87, 1928, p. 149-154.
- La Métrophotographie appliquée à l’architecture, préface de Paul Léon, Savenay, Établissements Hélioluxe, 1930, 82 p.
- « Le clocher à l’ange de la cathédrale de Reims », Les Monuments historiques de la France, 1936, t.3, p. 65-75.
- « La restauration de l’église Saint-Remi à Reims », Les Monuments historiques de la France, 1939, p. 8-11.
- « De la construction en tas de charge et du point de butée des arcs-boutants au Moyen Âge », Bulletin Monumental, n°102-2, 1943, p. 241-256.
- « Les « crétiaus » de la cathédrale de Reims », Bulletin Monumental, n°104-1, 1946, p. 109-112.
- « Des modifications apportées à la cathédrale de Reims au cours de sa construction du XIIIe au XVe siècle », Bulletin Monumental, n°106, 1948, p. 121-140.
- « Des modifications apportées à la cathédrale de Reims au cours des restaurations effectuées du XVIe au début du XXe siècle », Bulletin Monumental, n°107, 1949, p. 125-142.